# 長野県立松本県ヶ丘高等学校
もしかして
- 長野県松本県ヶ丘高等学校

ではありませんか？